# Gömsta ängs naturreservat
Gömsta äng är ett naturreservat i kommundelen Loviseberg i Huddinge kommun. Reservatet är beläget vid Albysjön mellan Masmo och Flottsbro. Parkering och entré är vid Masmovägen, i höjd med Masmo villa. Reservatet bildades 1966 och är Huddinges äldsta och minsta naturreservat. Det har en landarea på fem hektar. Här finns öppen ängsmark, en alstrandskog, bergbranter och en lund med rik flora. Ändamålet med reservatet är att bevara och vårda den rika floran, bland annat i lunden. Genom reservatet går en del av den 80 kilometer långa Huddingeleden.

## Beskrivning

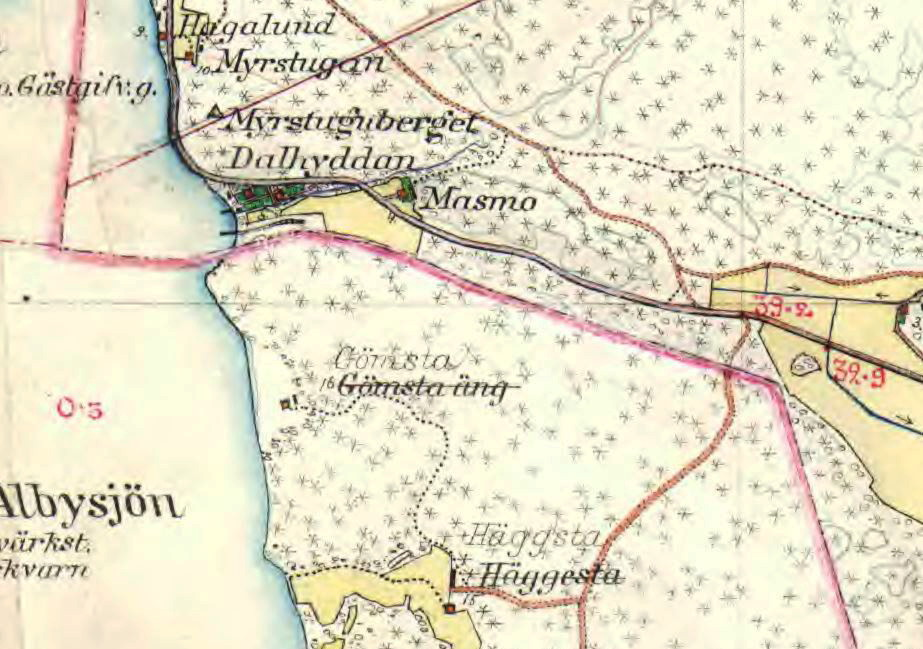
Området på en karta från 1901-1906.

Naturreservatet har sitt namn efter en liten äng som ligger i sluttningen mellan två bergsbranter ner mot Albysjön. Platsens tidigare historia med torparliv och betande djur har hållit landskapet öppet. Under 1800-talet brukades ängen av ett dagsverkstorp som lydde under Alby gård, belägen på andra sida av Albysjön. Efter torpet finns idag bara fundamentrester kvar. Området har röjts i omgångar mellan perioder av igenväxning och sedan ett par år tillbaka är ängen föremål för skötsel med traditionella jordbruksmetoder som slåtter med lie och fårbete. Meningen är att en rik blomsteräng skall återuppstå.
På våren växer riklig med gullvivor på platsen. Innan dess lyser hela backen blå av blåsippor. Senare visar sig blåklockor och violer samt sandviolen som har här sin enda kända växtlokal i Huddinge. 1933 hittade man här den fridlysta murgrönan, en kvarleva från bronsåldern då klimatet var varmare. Försök har gjorts under senare år att finna den omtalade murgrönan från 1933 i rasbranten, utan att hittills ha lyckats. Den omgivande skogen karakteriseras av rasbranter och klippstup som domineras av ädellövträd samt en fuktig strandskog med bland annat klibbal, alm, hägg och grönpil. I området ingår även en lundartad skog med rik flora. Från klippans topp har man en vid utsikt över Albysjön mot Alby. 
År 1930 påträffades skelettrester, enligt gammal litteratur begravdes här 14 människor som dött i kolera. På 1960-talet fanns här en slalombacke kallad "Ullerstupet" med släplift och skidstuga med kaffeservering; på sätt och vis var det Flottsbrobackens föregångare som ligger i närheten. Av alla dessa anordningar syns ingenting längre idag. På den tiden låg Gömsta äng fortfarande inom Botkyrka kommun men marken ägdes av Huddinge kommun. Först 1998 skedde en gränsreglering som gjorde Albysjöns östra strand till en del av Huddinge kommun.

## Bilder

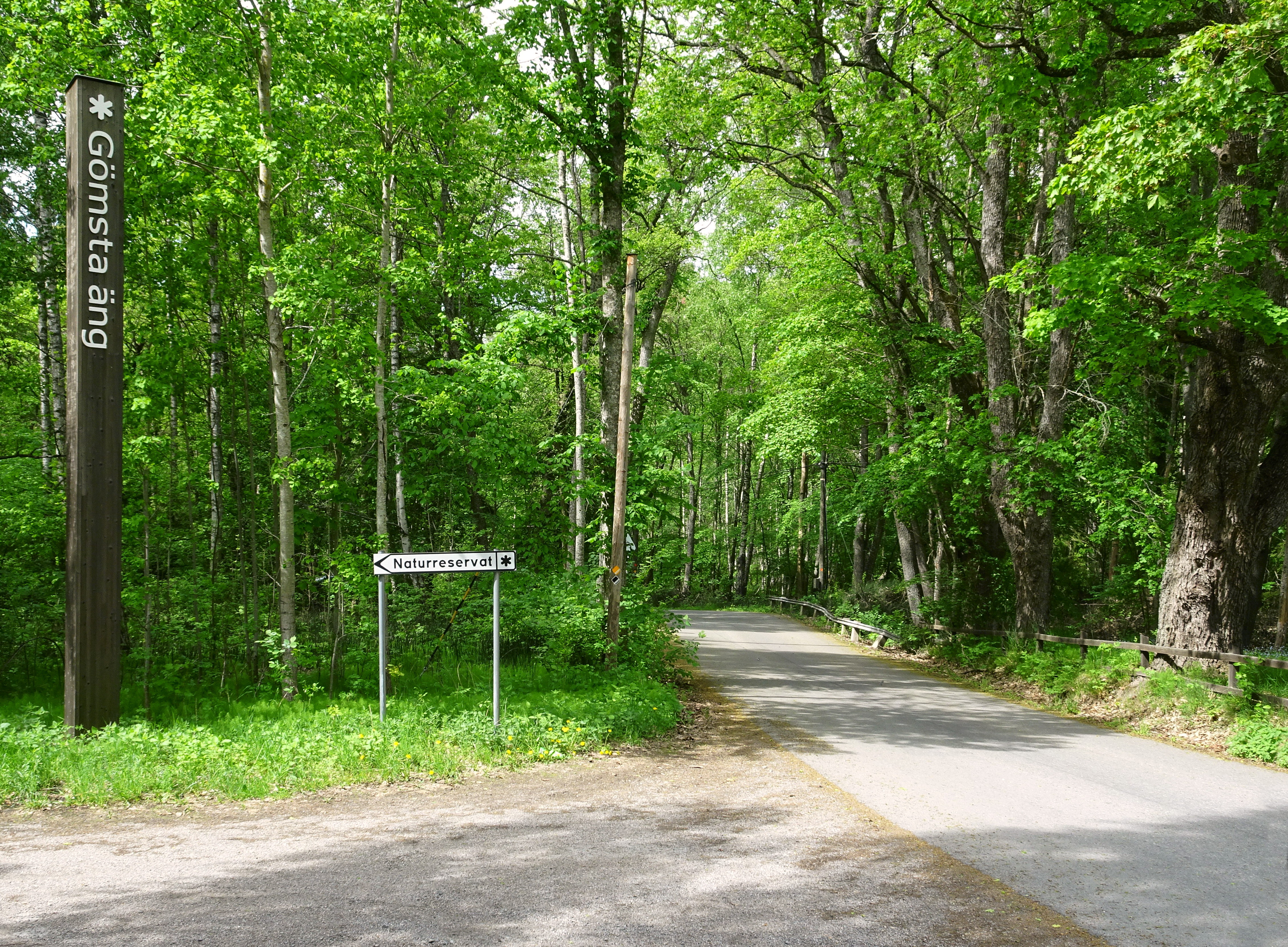
Entrén och parkeringen vid Masmovägen.
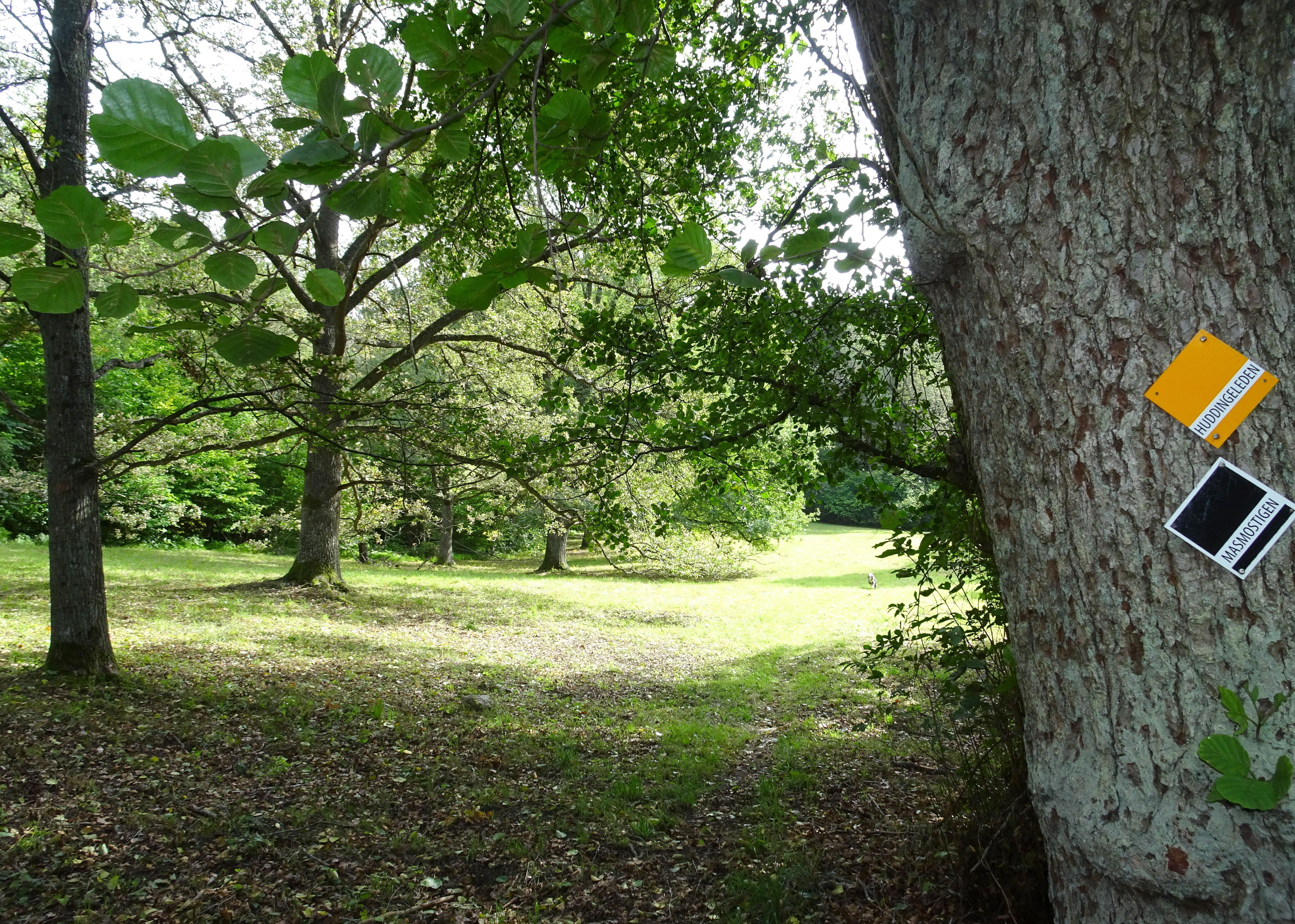
Ängen öppnar sig.
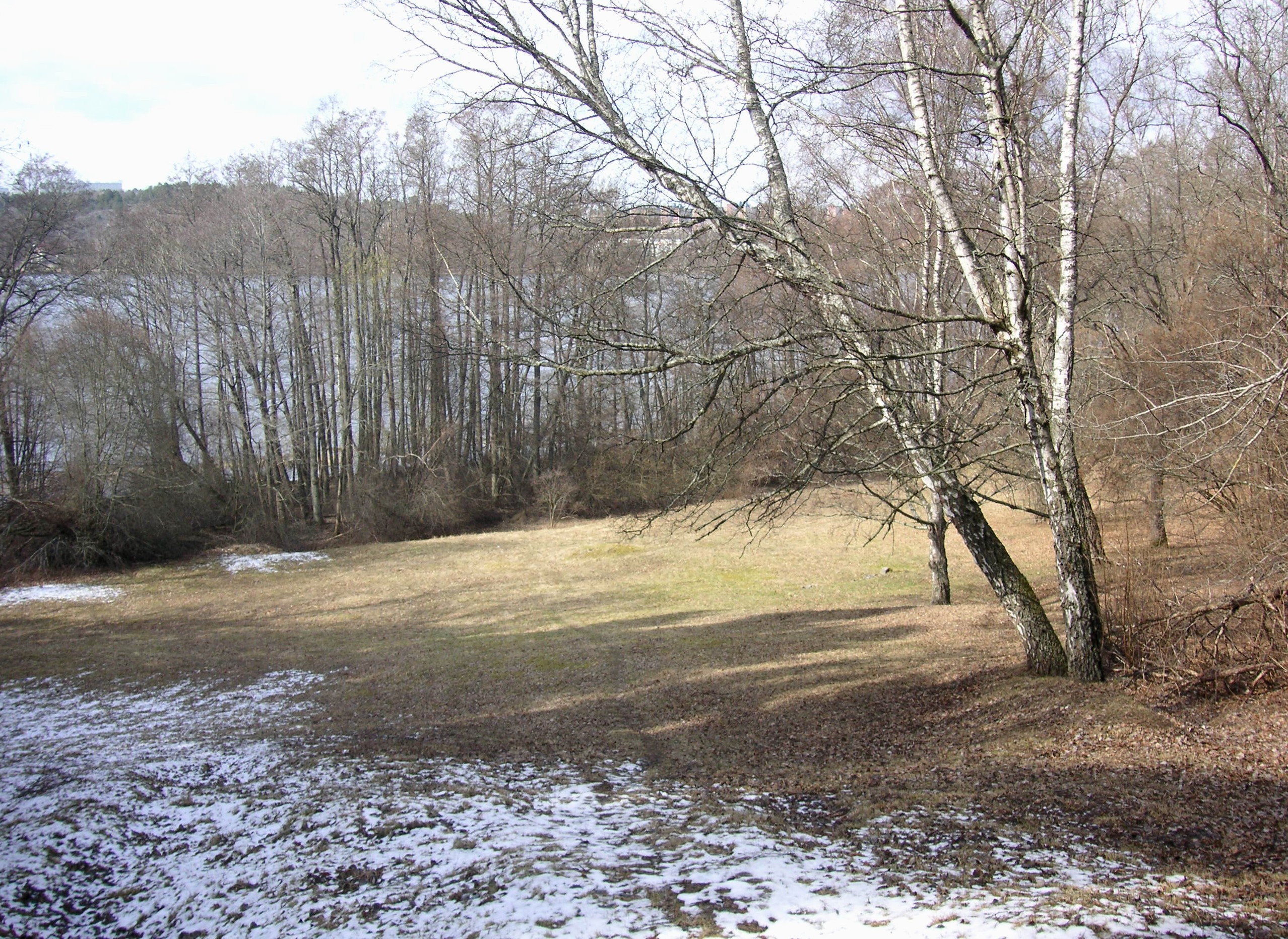
Ängen och "Ullerstupet" på vårvintern.
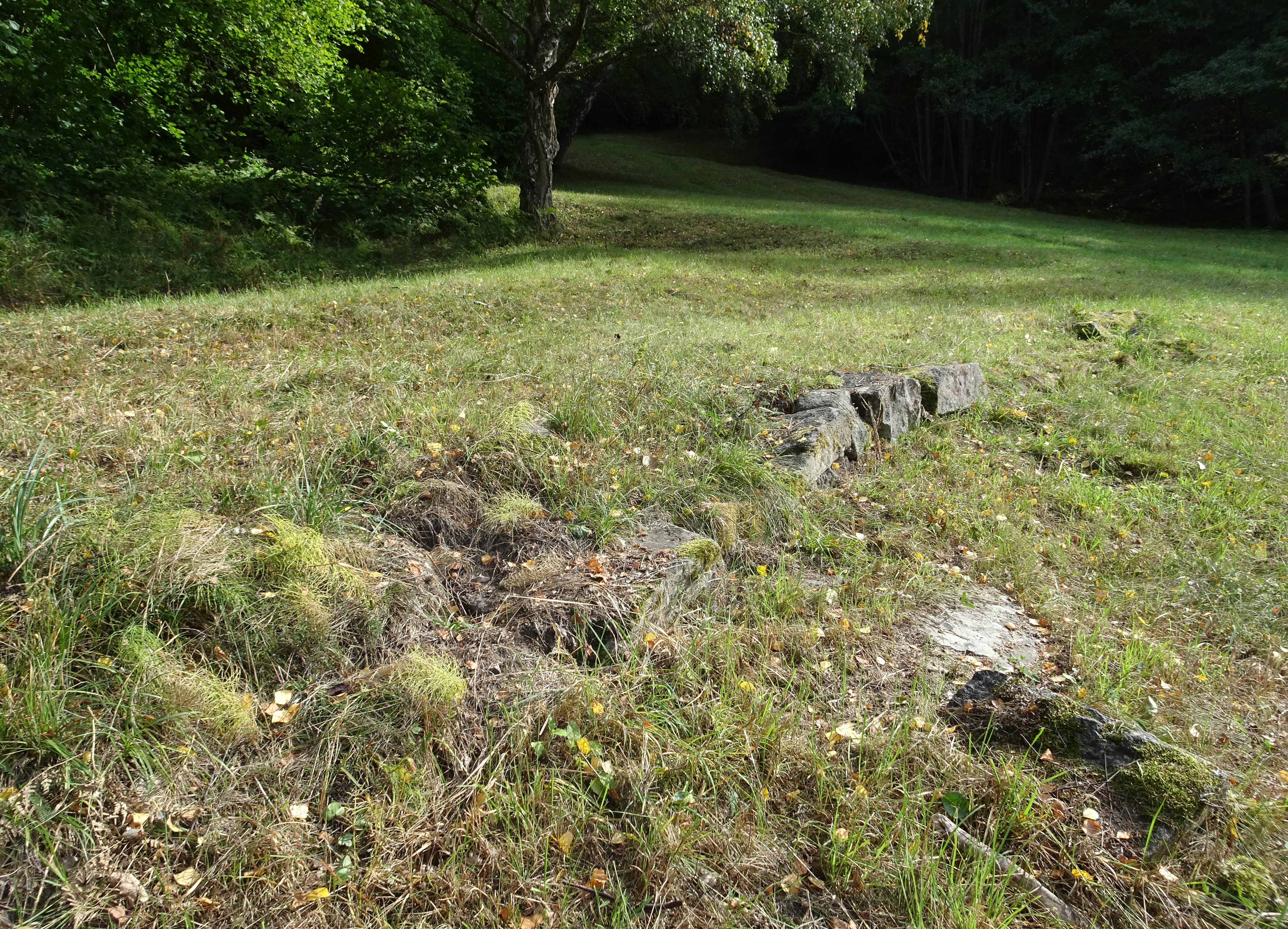
Grunden efter dagverkstorpet "Gömsta".